# Pterostichus punctatissimus
Pterostichus punctatissimus es una especie de escarabajo terrestre del género Pterostichus, categorizada en la tribu Pterostichini, de la subfamilia Harpalinae. Fue descrita por Randall en 1838.

## Distribución
Se distribuye por América del Norte: Estados Unidos y Canadá.